# Sphaerostephanos polycarpos
Sphaerostephanos polycarpos là một loài dương xỉ thuộc họ Thelypteridaceae. Loài này được Carl Ludwig Blume mô tả khoa học đầu tiên năm 1929.